# Elphinstonia penia
Elphinstonia penia är en fjärilsart som först beskrevs av Freyer 1851.  Elphinstonia penia ingår i släktet Elphinstonia och familjen vitfjärilar. Inga underarter finns listade i Catalogue of Life.